# Encyrtus haywardi
Encyrtus haywardi är en stekelart som beskrevs av De Santis 1964. Encyrtus haywardi ingår i släktet Encyrtus och familjen sköldlussteklar. Inga underarter finns listade i Catalogue of Life.